# Без меж
Без меж — дев'ятий студійний альбом гурту Океан Ельзи, презентований на імпровізованому концерті у Києві 15 травня 2016 року — рівно за три роки після випуску попереднього альбому Земля. Цифровий реліз альбому відбувся 19 травня 2016. Реліз альбому на CD відбувся 4 червня 2016 року.

## Про альбом
Над дев'ятою студійною платівкою музиканти працювали понад рік. Альбом містить 11 пісень, із них 4 були презентовані як синґли протягом 2015—2016 років (Не твоя війна, Життя починається знов, Мить, Не йди).
Презентація альбому відбулася на концерті на даху у Києві, на якому було 140 глядачів. Вперше для масового слухача пісні з нового альбому були виконані на безплатному концерті у Маріуполі, у тому числі відбулась прем'єра пісень «Сонце» та «Осінь». В електронному вигляді альбом було викладено у вільний доступ 19 травня паралельно із презентацією у прямому ефірі радіостанцій Сковорода, Аристократи та More.fm.
Пісня «Хтось в небо летить» присвячена Кузьмі Скрябіну.

## Композиції
До альбому увійшло 11 композицій. Автором слів і музики у всіх піснях є Святослав Вакарчук.
| #     | Назва                      | Тривалість |
| ----- | -------------------------- | ---------- |
| 1.    | «Віддай мені (свою любов)» | 4:04       |
| 2.    | «Не йди»                   | 4:52       |
| 3.    | «Джерело»                  | 5:02       |
| 4.    | «Сонце»                    | 4:54       |
| 5.    | «Мить»                     | 5:12       |
| 6.    | «Не твоя війна»            | 4:27       |
| 7.    | «Еверест»                  | 4:53       |
| 8.    | «Хтось в небо летить»      | 3:35       |
| 9.    | «Життя починається знов»   | 4:33       |
| 10.   | «Осінь»                    | 4:36       |
| 11.   | «Без меж»                  | 5:20       |
| 51:32 |                            |            |

## Музиканти
- Святослав Вакарчук — вокал, гітара, клавішні
- Владімір Опсеніца — гітара
- Денис Дудко — бас, бек-вокал
- Мілош Єліч — клавішні
- Денис Глінін — барабани, перкусія

## Тур на підтримку альбому
Тур на підтримку альбому «Без меж» розпочався безкоштовним концертом у Маріуполі 17 травня 2016 року і закінчився 17 червня 2017 року у Львові.